# جيم هيريوت
جيم هيريوت (بالإنجليزية: Jim Herriot)‏ هو لاعب كرة قدم اسكتلندي في مركز حراسة المرمى، ولد في 20 ديسمبر 1939 في Chapelhall ‏ في المملكة المتحدة. شارك مع منتخب اسكتلندا لكرة القدم. أما مع النوادي، فقد لعب مع أستون فيلا وبرمنغهام سيتي ودونفرملين أثلتيك ونادي بارتيك ثيسل ونادي ديربن سيتي ونادي سانت ميرين ونادي غرينوك مورتون ونادي مانسفيلد تاون ونادي هيبرنيان.

## وصلات خارجية
- جيم هيريوت على موقع الاتحاد الإسكتلندي (الإنجليزية)
- جيم هيريوت على موقع قاعدة بيانات كرة القدم.إي يو (الإنجليزية)
- جيم هيريوت على موقع ناشيونال فوتبول تيمز (الإنجليزية)